# Миропільська волость (Полонський повіт)
Миропільська волость — історична адміністративно-територіальна одиниця Новоград-Волинського та Полонського повітів Волинської губернії Російської імперії. Волосний центр — містечко Миропіль.
До 1921 року входила до складу Новоград-Волинського повіту, в березні 1921 року була передана до складу новоствореного Полонського повіту.
Станом на 1885 рік складалася з 12 поселень, 13 сільських громад. Населення — 9197 осіб (4546 чоловічої статі та 4636 — жіночої), 582 дворових господарств.
|                     | Площа, десятин | У тому числі орної, дес. |
| ------------------- | -------------- | ------------------------ |
| Сільських громад    | 4378           | 2633                     |
| Приватної власності | 12960          | 6048                     |
| Казенної власності  | 286            | 6                        |
| Іншої власності     | 1438           | 237                      |
| Загалом             | 10471          | 7858                     |

Основні поселення волості:
- Миропіль — колишнє власницьке містечко, при р. Случ, 1278 осіб, 128 дворів, волосне управління (повітове місто — 37 верст); православна церква, костел, 2 єврейських молитовних будинків, 2 школи, поштова станція, гостинний двір, недільний ярмарок, ярмарок. За 1 версту — станція залізничної дороги. За 15 верст — німецька колонія Шендорф з молитовним будинком.
- Булдичів — колишнє власницьке село, при струмку Хвостівки, 508 осіб, 50 дворів, православна церква, постоялий будинок.
- Камінь — колишнє власницьке село, при струмку Лісової, 552 особи, 69 дворів, православна церква, єврейський молитовний будинок, школа, лавка, ярмарок, водяний млин, постоялий будинок.
- Кам'янка — колишнє власницьке село, при р. Случ, 606 осіб, 53 двора, православна церква, школа, водяний млин.
- Колодежна (Монастирок) — колишнє державне і власницьке село, при р. Случ, 524 особи, 66 дворів, православна церква, школа, постоялий будинок, 2 водяних млинів, ярмарок.
- Мала Козарка — колишнє власницьке село, при струмку Брідок, 360 осіб, 44 дворів, православна церква.
- Пилипи-Кошари — колишнє власницьке село, при струмку Хвостівки, 182 особи, 15 дворів, каплиця старообрядницька.
- Старий Миропіль — колишнє власницьке село, при струмках Оменівки і Сапогівки, 747 осіб, 79 дворів, православна церква, школа, постоялий будинок.